# 第89步兵師 (德國國防軍)
第89步兵師（德語：89. Infanterie-Division）是納粹德國國防軍陸軍的一個步兵師。該師於1944年1月在策勒附近組建。
該師組建後，調至法國諾曼第，應對盟軍的登陸行動。該師在法萊斯包圍戰期間被殲，不久重建。
該師最後於1945年間艾费尔山山脈再度被殲。

## 註腳
1. ↑  Mitcham（2007年）